# Canto della schiera di Igor'
Il Canto della schiera di Igor (dall'antico slavo: Слово о плъку Игоревѣ; in ucraino Слово о полку Ігоревім?; in russo Слово о полку Игореве?) è un poema epico anonimo delle letterature ucraina e russa scritto in antico slavo orientale e approssimativamente risalente alla fine del XII secolo. Narra di una campagna militare contro i Cumani intrapresa da Igor' Svjatoslavič.
È a volte anche conosciuto come il Poema della Campagna di Igor' o il Canto della Campagna di Igor'. L'autenticità dell'opera è controversa, anche se la prevalente storiografia sembra convergere in tal senso.
Il Canto della schiera di Igor è stato adattato in musica da Aleksandr Borodin diventando uno dei più grandi classici del repertorio melodrammatico russo. Intitolata Il principe Igor, l'opera venne messa in scena per la prima volta nel 1890.

## Trama
La trama ruota intorno alla fallita campagna militare dello knjaz Igor' Svjatoslavič di Novhorod-Sivers'kyj (città facente parte del Principato di Černihiv nell'antica Rus' di Kiev) contro i Polovcy (anche conosciuti come Cumani) che vivevano nella parte meridionale della regione del Don nel 1185 (Battaglia del fiume Kajaly).
Sono inoltre menzionate altre figure storiche della Rus' come il bardo Bojan, il principe Vseslav di Polotsk, Jaroslav Osmomysl di Halyč, e Vsevolod III di Suzdal. L'autore si appella ai riottosi principi della Rus' di Kiev affinché cessino le schermaglie interne e facciano fronte compatto per contrastare le minacce provenienti dall'oriente turco.
Un interessante aspetto del testo è la commistione tra il Cristianesimo e l'antica religione slava. Jaroslavna, moglie di Igor, in una famosa parte dell'opera invoca le forze naturali dalle mura di Putyvl'. Un'altra peculiarità che lo contraddistingue dai contemporanei poemi epici occidentali è la continua descrizione della natura come una forza che gioca un ruolo fondamentale nelle vite degli esseri umani.

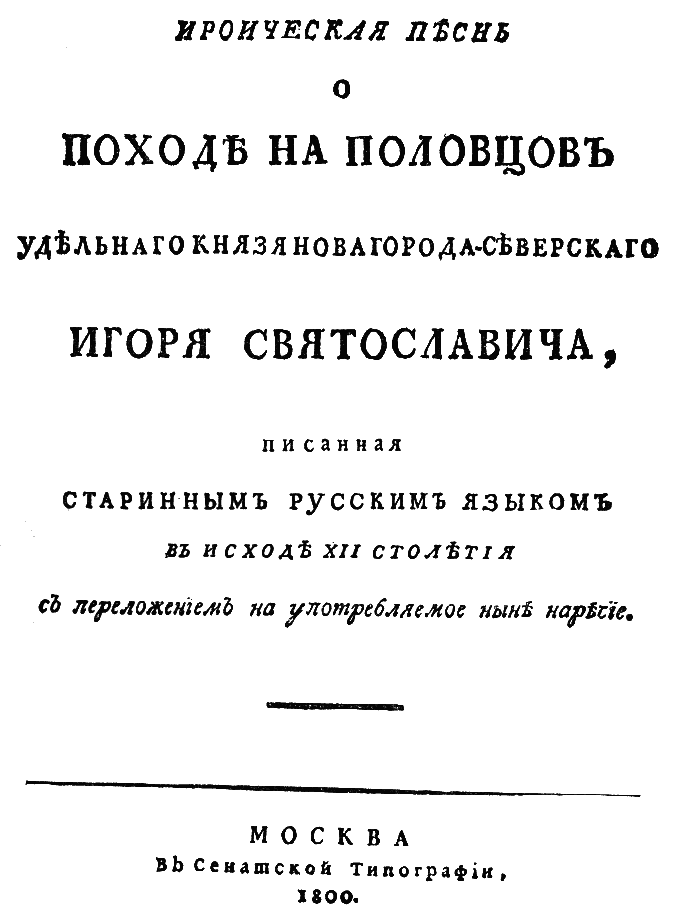
riproduzione della prima pagina del Canto (nell'edizione del 1800)

## Scoperta e pubblicazioni
L'unico manoscritto del Canto, che si ritiene essere stato scritto nel XV secolo, fu scoperto nel 1788 nella biblioteca del Monastero della Trasfigurazione di Jaroslavl'. I monaci lo vendettero a un proprietario terriero locale, Aleksej Musin-Puškin, come parte di una raccolta di dieci testi. Intuito il valore dell'opera quest'ultimo la trascrisse per l'Imperatrice Caterina II, nel 1795 o 1796, e la pubblicò nel 1800 grazie all'aiuto dei principali paleografi russi del tempo, Aleksei Malinovskij e Nikolai Bantiš-Kamenskij. Il manoscritto originale bruciò nel grande incendio di Mosca del 1812 (durante l'occupazione delle truppe francesi), insieme con l'intera biblioteca di Aleksej.
Vladimir Nabokov pubblicò una traduzione dell'opera in inglese nel 1960. Altre edizioni, compresa quella sovietica, furono edite con il commento di Dmitrij Lichačev.

## Commenti degli studiosi del XIX secolo
La pubblicazione di tale opera provocò subbuglio tra i circoli letterari russi, poiché il Canto rappresentava la prima opera slava antica scritta senza alcuna mescolanza con lo slavo ecclesiastico. Gli studiosi ucraini residenti allora nell'Impero austriaco sostennero, dopo un'attenta analisi linguistica, che il documento conteneva un linguaggio di transizione tra la lingua dell'Antica Rus' e quella dei secoli immediatamente successivi a quelli della stesura del documento. La dialettologia moderna ritiene che il Canto possa essere stato molto probabilmente scritto a Pskov o Polotsk. La sua paternità fu attribuita a numerose persone, compresi il Principe Igor e i suoi fratelli.

## Autenticità

### Prime reazioni
Quando la prima edizione del Canto fu pubblicata sorsero molti dubbi sulla sua autenticità, soprattutto per quel che concerneva il linguaggio. I sospetti furono alimentati dalle opere d'invenzione contemporanee (per esempio, i "Canti di Ossian" che furono composti da James Macpherson). Oggi l'opinione corrente accetta l'autenticità del testo, basandosi sulla similarità con quello di altre opere coeve rinvenute dopo il Canto.

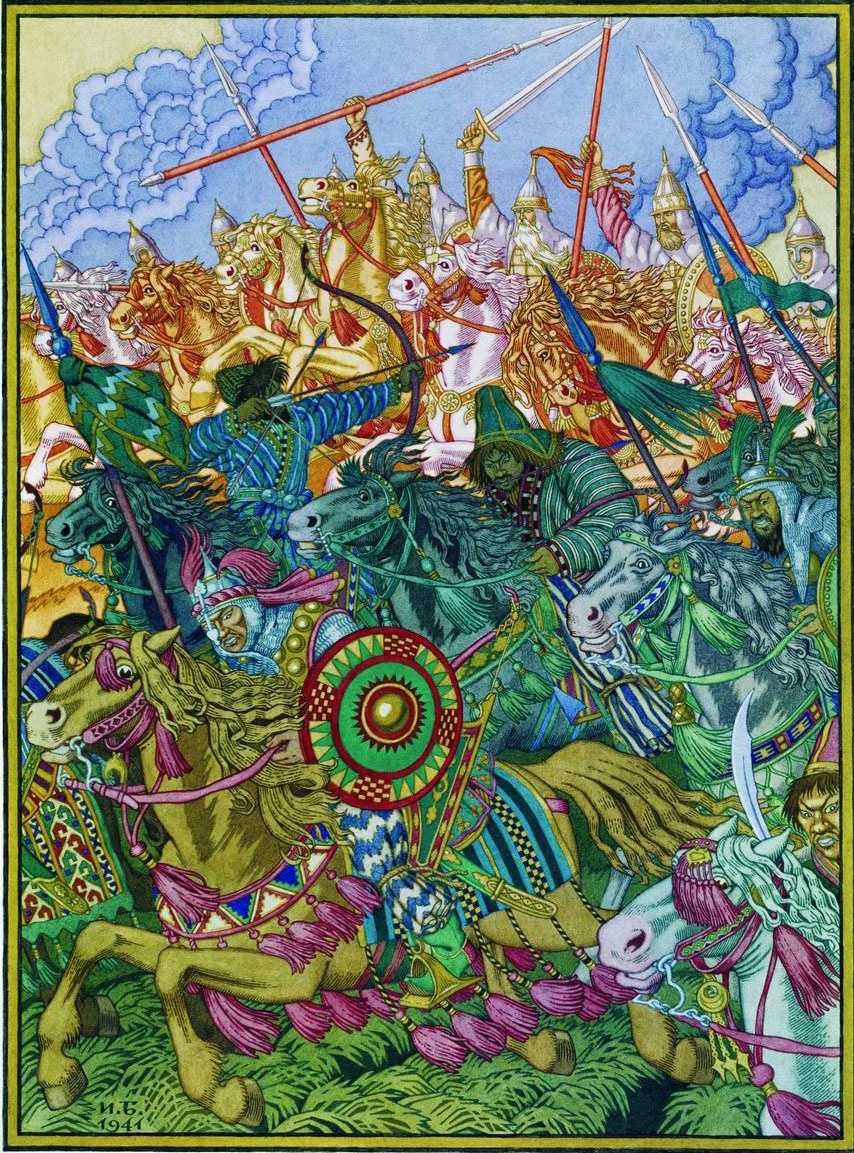
Illustrazioni al testo di Ivan Bilibin

All'inizio del XIX secolo tuttavia una corrente di pensiero, capeggiata dal giornalista ed orientalista Josef Sienkowski sostenne che l'opera fosse stata scritta dallo stesso Aleksej Musin-Puškin, o da altri scrittori come Anton Bardin e Aleksander Sulakadzev.
È opportuno tuttavia sottolineare che l'autenticità del documento non fu messa in dubbio da nessun esperto linguista. Infatti, secondo l'opinione maggioritaria, l'imitazione del linguaggio del XII secolo sarebbe stato impossibile prima della scoperta del testo sulla corteccia di betulla, avvenuto solo nel 1951.

### Sviluppi moderni
Il problema fu politicizzato nell'era sovietica: coloro i quali tentavano di mettere in dubbio l'autenticità del Canto (per esempio, lo slavista francese André Mazon o lo storico russo Aleksander Zimin) così come chi proponeva interpretazioni non-standard, come il poeta ed intellettuale eurasista kazaco Olžas Sulejmenov (che considerava l'opera autentica ma riteneva, anche in virtù dei numerosi prestiti linguistici dalle lingue turche presenti nell'opera, che questa fosse di fatto la prova dei forti legami dell'epoca tra i Russi ed i popoli turchi della steppa), era condannato ufficialmente. La dialettica e la contrapposizione su tale punto non avevano tuttavia unicamente presupposti ideologici. Le opinioni di Mazon e Zimin furono contrastate, ad esempio, da Roman Jakobson, uno degli slavisti più famosi del XX secolo, i cui lavori furono banditi dall'URSS.
Uno dei punti cruciali della controversia furono le analogie riscontrate tra il Canto e Zadonsčina, un poema epico senza dubbio autentico, conservato in sei copie manoscritte e composto nel XV secolo per celebrare la vittoria di Demetrio di Russia nella battaglia di Kulikovo. Dall'analisi di quest'ultimo testo si riscontrano infatti passaggi pressoché identici tra le due opere. Il punto di vista tradizionale ritiene che la Zadonsčina sia una tarda imitazione del Canto. Altri invece ritennero che fu quest'ultima ad essere stata composta usando la Zadonsčina come fonte. Recentemente le analisi di Jakobson e Zaliznjak hanno riscontrato che in quest'ultima opera tali passaggi differiscono dal resto del testo per un gran numero di parametri linguistici, altrove non presenti. Questa circostanza è stata indicata quale prova dell'autenticità del Canto.